# پارادوکس

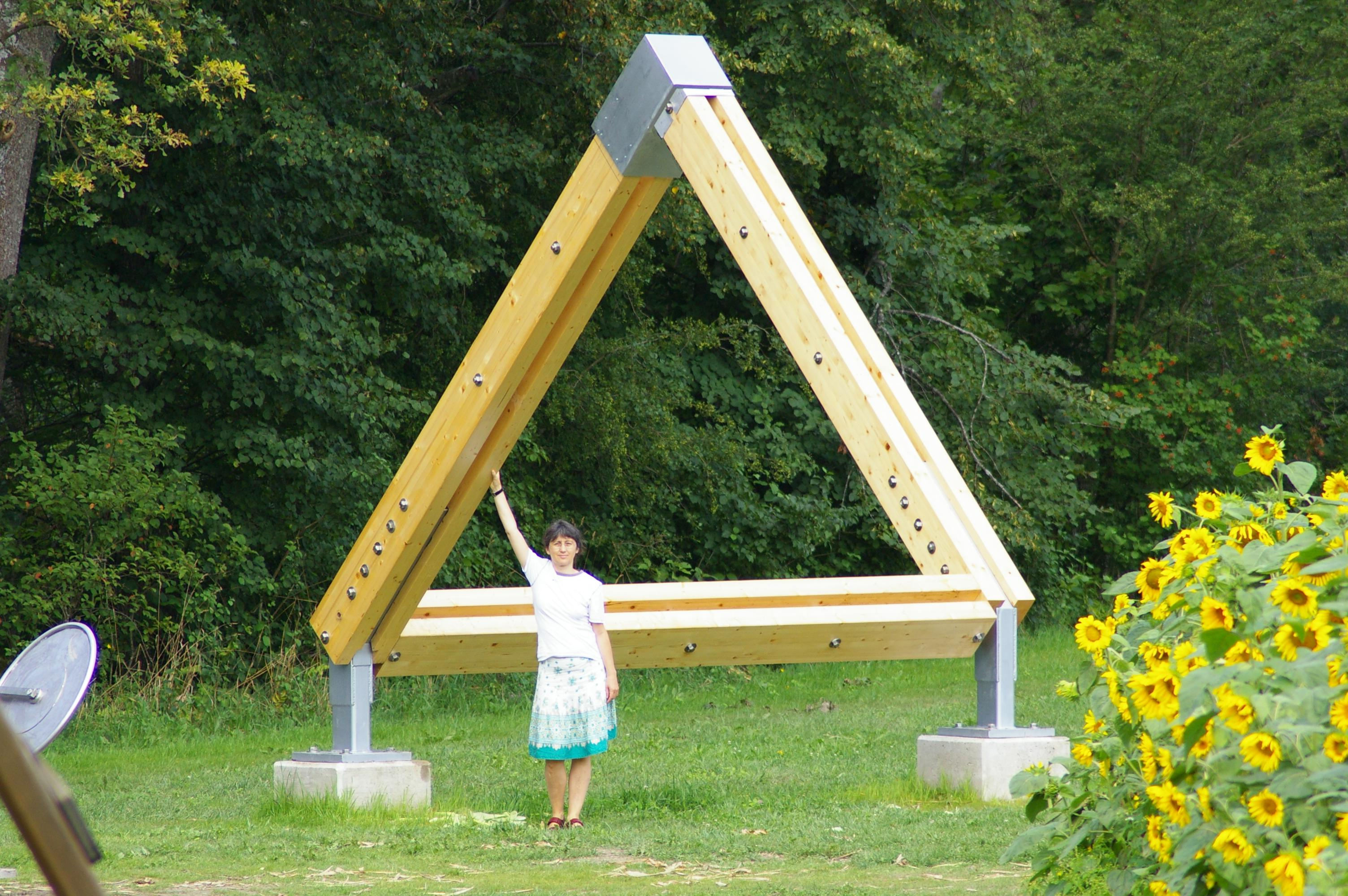
مجسمه‌ای چوبی از مثلث پنروز در اتریش، این مثلث یک شیء غیرممکن است.

پارادوکس (به انگلیسی: Paradox) یعنی : همزمانیِ دو قطب متضاد؛ در ادبیات مثل: آغازِ پایان، شیرینی ترش
و در شیمی مثل: جیوه یُدید.
پارادوکس در منطق به «حکم» یا احکامی ظاهراً صحیح.

## پارادوکس‌ها در منطق
ویلیام کواین پارادوکس‌های منطقی را به چهار دسته تقسیم کرد:

### پارادوکس‌های حقیقی
پارادوکس‌های حقیقی به ما نتایجی را ارائه می‌دهند که هر چند در وهله اول مهمل، عجیب یا غیرمنتظره به نظر می‌رسند ولی در واقع صحیح هستند و هیچ خلل یا ناهماهنگی در فرضیات یا استدلالات آن‌ها وجود ندارد. از این دسته پارادوکس‌ها می‌توان به پارادوکس روز تولد، پارادوکس جنسیت و مسئله سه کارت اشاره کرد.

### پارادوکس‌های مجازی
پارادوکس‌های مجازی پارادوکس‌هایی هستند که نه تنها مهمل به نظر می‌رسند بلکه در واقعیت نیز فرضیات یا استدلالات استفاده شده در آن‌ها ناصحیح است. پارادوکس اسب‌ها یا مسائلی که در انتها نتیجه‌ای مانند ۱ = ۲ می‌دهند از این دسته‌اند.

### تناقض
پارادوکس‌هایی که در هیچ‌کدام از دسته‌های فوق نباشند معمولاً تناقض هستند. این دسته از پارادوکس‌ها با استفاده از اصول پذیرفته شده منطق ما را به نتایجی می‌رسانند که با هم متناقض هستند. از این دسته پارادوکس‌ها می‌توان به پارادوکس اعدام غیرمنتظره اشاره کرد.
بعضی اوقات دسته چهارمی برای پارادوکس‌ها استفاده شده‌است:

### تناقض صحیح
پارادوکسی است که در آن می‌پذیریم که گزاره‌ای در یک لحظه هم صحیح و هم ناصحیح است. در فلسفه بعد از ارسطو چنین حکمی باطل تلقی می‌شود اما در منطق ناسازگار گاهی از آن استفاده می‌شود.

## چند مثال از پارادوکس‌ها

### پارادوکس خودناتوصیف
خود ناتوصیف، کلمه‌ای است که خودش را توصیف نمی‌کند.
پس کلمه «خود ناتوصیف» خود ناتوصیف است.
پارادوکسی که خودش را نتواند توصیف کند

### پارادوکس دوقلو درنسبیت خاص
صورت پارادوکس[ویرایش]
فرض می‌کنیم الف و ب دو فرد دوقلوی همسان اند که ساعت‌های یکسانی دارند. ب یک سفر فضایی را با سرعت بالا (نزدیک به سرعت نور) شروع می‌کند در حالی که الف در خانه می‌ماند. الف به‌طور دائم ساعت ب را مشاهده می‌کند و می‌بیند که ساعت ب به علت اتساع زمان کند کار می‌کند. بالاخره ب به خانه بر می‌گردد. از آن جا که ساعت ب در این سفر کند کار کرده‌است، الف نتیجه می‌گیرد که ب در پایان این سفر از او جوان‌تر است؛ ولی فرض کنید که بخواهیم این وضعیت را از دیدگاه ب مورد مطالعه قرار دهیم. از آن جا که اتساع زمان فقط به حرکت نسبی بستگی دارد، در طول این سفر ب می‌بیند که ساعت الف کند کار می‌کند، و وقتی که سفر به پایان می‌رسد، ب نتیجه می‌گیرد که الف از او جوان تر است. بدیهی است که هر دو دوقلو نباید درست گفته باشند. آیا یکی از این دوقلوها حقیقتاً جوان تر است؟
راه حل[ویرایش]
نظریهٔ نسبیت خاص فقط برای بررسی دستگاه‌های مرجع لخت (دارای سرعت ثابت) پایه‌ریزی شده‌است. اگر در این سؤال هر دو برادر بدون شتاب، از هم دور شوند، این امکان وجود ندارد که دوباره یک دیگر را ملاقات کنند (با یک دیگر در یک مکان قرار بگیرند). پس یکی از آن‌ها باید سرعتش را تغییر بدهد و شتاب داشته باشد. شتاب داشتن نسبی نیست، یعنی هر کس نمی‌تواند ادعا کند که ساکن است و دیگری شتاب دارد. این فرق اساسی میان سرعت و شتاب، باعث می‌شود که نسبی بودن همه‌چیز در این مثال از بین برود. بدین ترتیب امکان بررسی این سؤال در نسبیت خاص نیست؛ اما با توجه به تحلیل نسبیت عام، ساعت کسی که شتاب گرفته‌است عقب می‌ماند؛ یعنی بازهٔ زمانی کوتاه تری را احساس می‌کند و جوان تر می‌ماند.[۱][۲]

### پارادوکسِ تپه شن یا مویِ سر
یک دانه شن را در نظر بگیرید. مطمئناً این یک دانه یک تپه شن محسوب نمی‌شود. حالا فرض کنیم تعدادی دانه شن داریم که هنوز آن‌قدر زیاد نشده‌اند که تپه شن به حساب بیایند. اگر به این تعداد فقط یک دانه اضافه کنیم مطمئناً ناگهان یک تپه نخواهیم داشت. آنچه هست هنوز هم تپه شن نیست. پس هیچ تعدادی شن یک تپه شن نیست.
همین استدلال را می‌شود با مویِ سر انجام داد و نتیجه گرفت که همهٔ انسان‌ها کچل اند!

#### راه حل
این معضل به این دلیل پدید می‌آید که قواعدِ شفاف و دقیقِ منطقِ کلاسیک را به کلماتِ ذاتاً مبهمِ زبانِ طبیعی اعمال کرده‌ایم. حال یا باید بگوییم زبانِ انسان ایراد دارد و ابهام یک ضعف است، یا اصالت را به زبان داده و بگوییم زبان هرچه هست به همین صورت درست است، این منطقِ کلاسیک است که ایراد دارد. دراین‌صورت باید منطقی بسازیم که در آن گزاره‌ها بتوانند ابهام داشته باشند، یعنی گاهی نه صددرصد صادق و نه صددرصد کاذب باشند، بلکه ارزشی بینابین را اختیار کنند. به این نوع منطق منطقِ چندارزشی گفته می‌شود.